# Солнцев Федір Григорович
Фе́дір Григо́рович Со́лнцев (27 квітня 1801, нині Ярославська область — 1892) — російський художник, архітектор та історик.

## Походження
Народився в селі Верхньо-Нікульське недалеко від Рибінська (нині Веретейське сільське поселення Нєкоузського району Ярославської області), в родині кріпаків, у маєтку графа Мусіна-Пушкіна. Батько — Григорій Кіндратович Солнцев, мати — Єлизавета Фроловна. Загалом у них було 4 сини й одна донька. Молодший брат Федора — Єгор (1818—1865) — теж став художником. Граф виявив обдарованість Федора і звільнив сім'ю Солнцева від кріпосної залежності, що дозволило Григорію Кіндратовичу віддати сина в Академію мистецтв в 1815 році. 

## Робота
При закінченні академічного курсу, в 1824 році, за картину «Селянське сімейство», отримав малу золоту медаль, а в 1827 році, за картину «Воздайте Кесареве Кесарю, а Боже Богові» — велику золоту медаль.
У 1830 році за височайшим повелінням і дорученням Олексія Оленіна направляється в Москву та інші місця "для змалювання стародавніх наших звичаїв, одягу, зброї, церковного і царського начиння, скарбу, кінської збруї та інших предметів ". За весь час він намалював понад 3000 високоточних малюнків-ескізів, що відрізняються значною деталізацією. На них були зображені історичні предмети побуту, ікони, споруди, одяг, зброя, обладунки тощо. Близько 700 з цих ескізів склали основну частину видання «Древності Російської держави», задуманого О. Оленіним і здійсненого після його смерті імператором Миколою I накладом 600 примірників. 
У 1836 році за картину «Зустріч великого князя Святослава з Іоанном Цимисхием» Федора Солнцева було зроблено академіком. Крім цього, Солнцев брав участь у розписі та реставрації багатьох храмів. У 1876, на честь 50-річчя його діяльності, зведений в звання професора.
Помер 1892 року, похований на Волковському кладовищі в Санкт-Петербурзі.

## Роботи

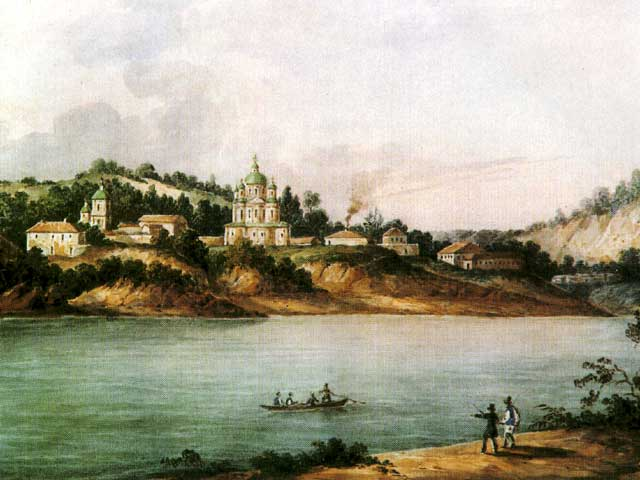
Межигірський монастир, 1843.
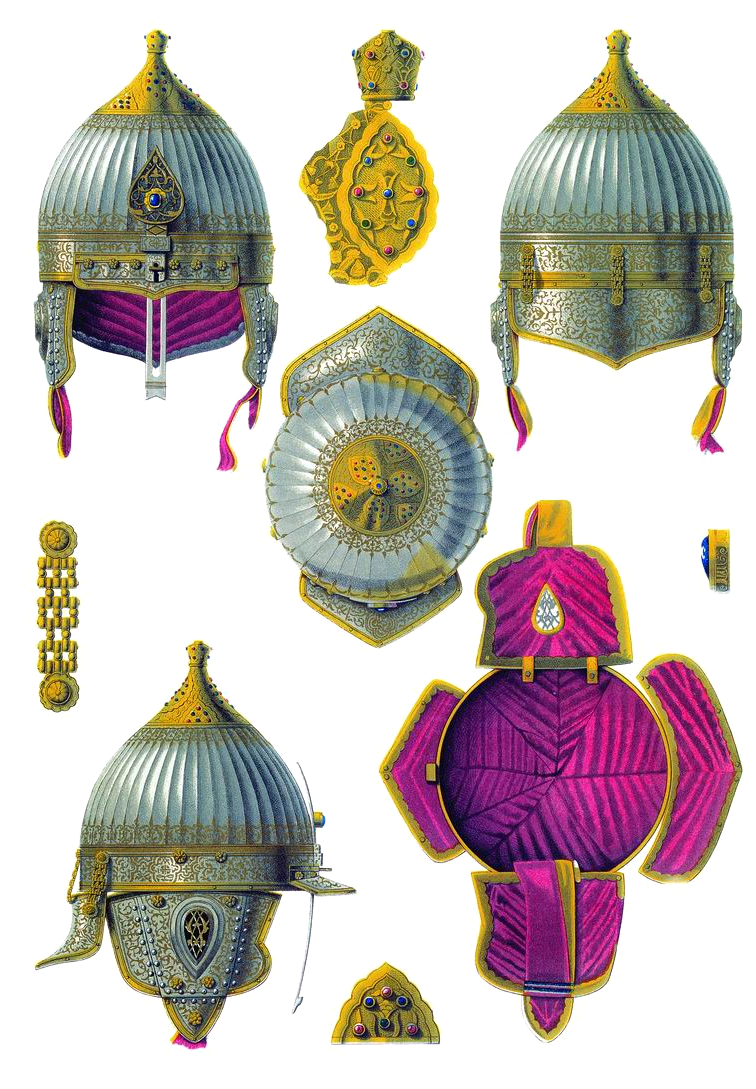
Ерихонка Олексія Михайловича
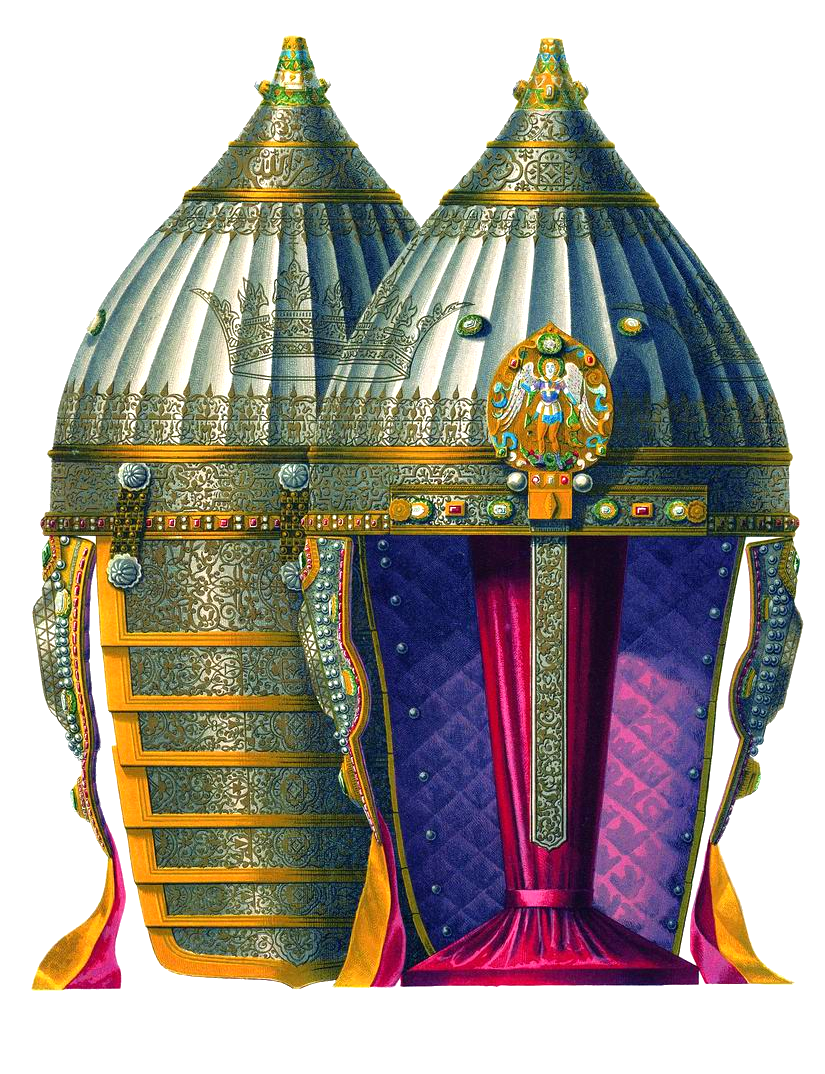
Ерихонка Михайла Федоровича
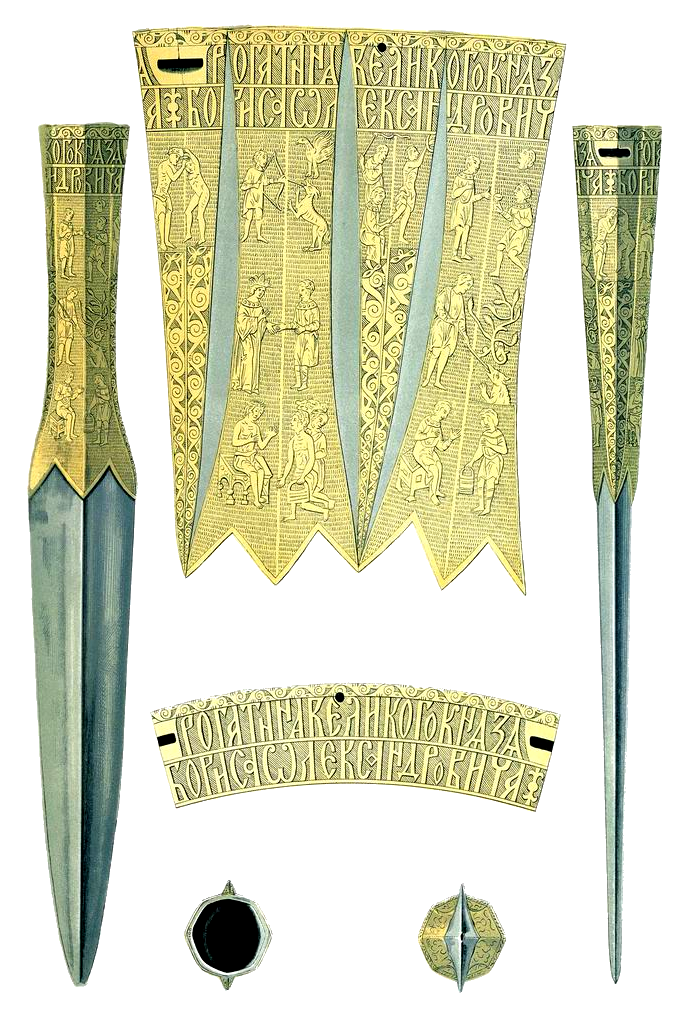
Рогатина Бориса Олександровича
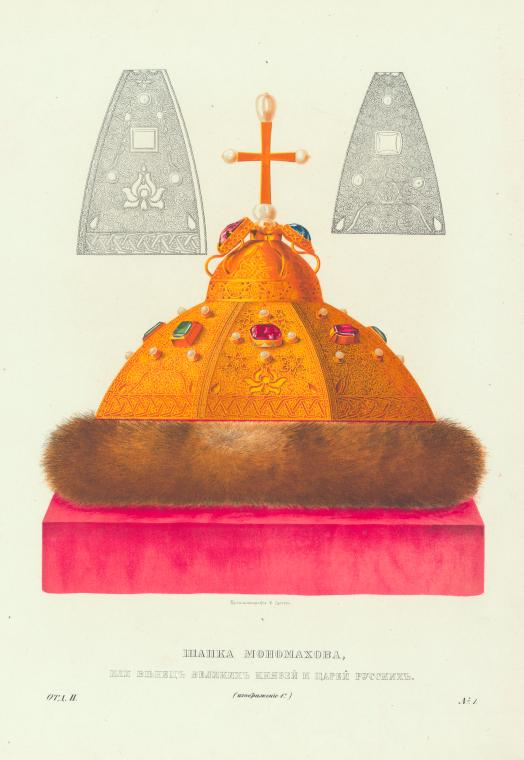
Шапка Мономаха
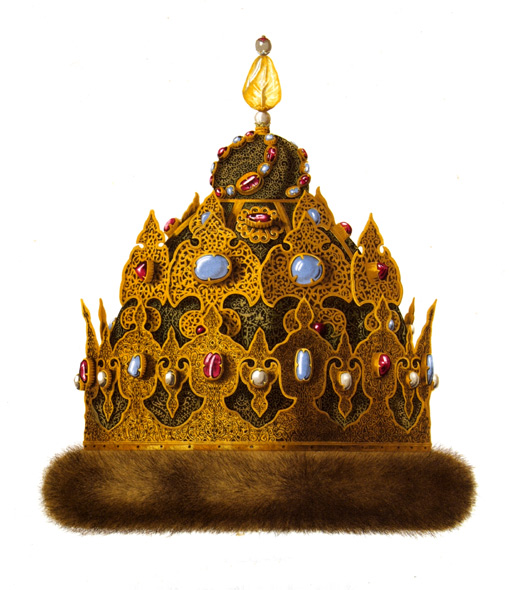
Казанська шапка
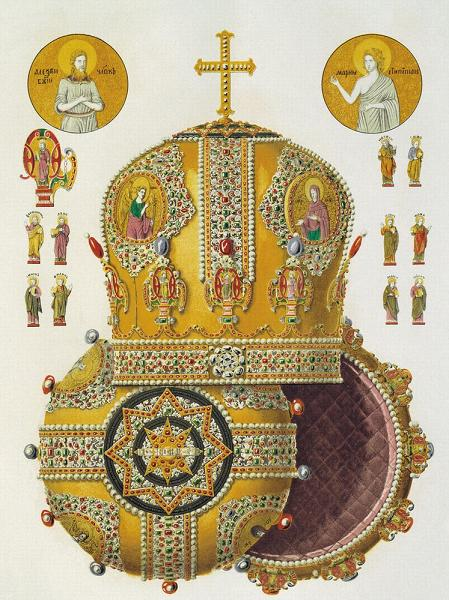
Митра Нікона
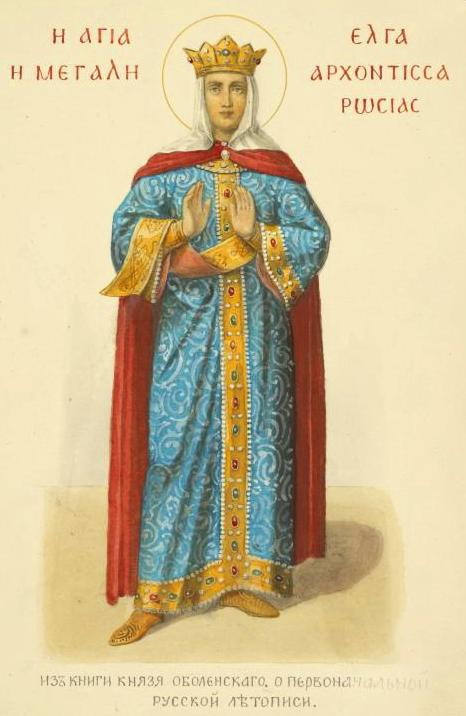
Княгиня Ольга
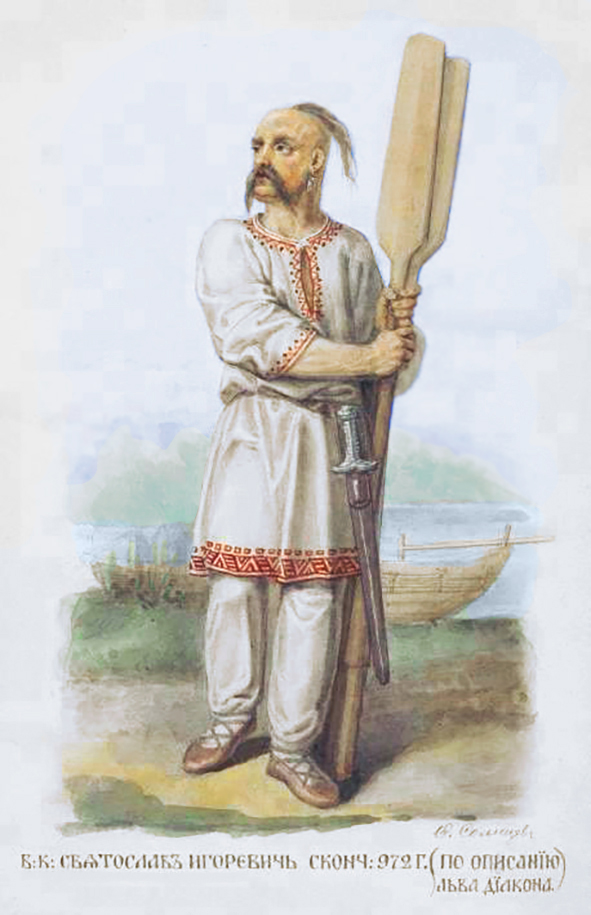
Святослав Ігорович (за описом Льва Диякона)